# Concert pour petit orchestre
Le Concert pour petit orchestre opus 34 est une petite suite orchestrale d'Albert Roussel composée en 1926-1927. Il fut créé le 5 mai 1927 aux Concerts Straram par Walther Straram, le dédicataire.

## Présentation
Au sein de l’œuvre créatrice de Roussel, le Concert suit de quelques mois la Suite en fa. Il est composé entre octobre 1926 et février 1927, et dédié à Walther Straram. C'est une partition qui d'esprit s'apparente au concerto grosso et fait intervenir un orchestre de dimension réduite.
La pièce est créée le 5 mai 1927 aux Concerts Straram, salle Gaveau, le dédicataire étant à la baguette.

## Analyse
Le Concert pour petit orchestre est composé de trois mouvements :
1. Allegro
2. Andante
3. Presto

L'instrumentation de la pièce, proche de celle du Festin de l'araignée, comprend un piccolo (jouant la flûte), une flûte, deux hautbois, deux bassons, deux clarinettes, deux cors en fa, une trompette en ut, timbales et cordes.
Roussel signale de l’œuvre « les tonalités nettement accusées, le premier morceau commence en la mineur, le troisième finit en la majeur ». Après un premier mouvement joyeux, Allegro, à 
, le mouvement central, Andante, poétique, est à 
. Il s'ouvre sur un solo de basson et consacre en sa partie médiane un long passage soliste à la flûte. Le mouvement final, Presto, à 
, est annoncé par la trompette. Le compositeur le définit comme un « thème avec variations agrémenté de quelques épisodes moins importants ». D'esprit, c'est une sorte de parodie de valse viennoise mâtinée de caf'conc. Le tout, néanmoins, se fond en un pianissimo conclusif,.
L'exécution de l'œuvre dure en moyenne douze minutes.
Le Concert porte le numéro d'opus 34 et, dans le catalogue des œuvres du compositeur établi par la musicologue Nicole Labelle, le numéro L 41.

## Discographie
- Albert Roussel Edition, CD 5, par l'Orchestre Colonne, Pierre Dervaux (dir.), Erato 0190295489168, 2019[5].
- avec la Symphonie no 4, par l'Orchestre national royal d'Écosse, Stéphane Denève (dir.), Naxos 8.572135, 2010[6].